# Egri újság
Az Egri újság heti két alkalommal (kedden és pénteken) megjelenő helyi sajtótermék volt Egerben. A lap 1894. január 19-én jelent meg először. 1919. május 19-től az újság neve Egri Vörös Újság-ra változott, majd 1919. július 15-től kezdve Egri Munkás néven folytatták kiadását, ekkortól napilapként jelent meg. Egri Népújság néven 1919. augusztus 7-én jelent meg először.
1929. március elsejétől a kiadvány neve Eger elnevezésre változott.